# Chapelle Notre-Dame-de-Pitié de Lugny
Pour les articles homonymes, voir Chapelle Notre-Dame-de-Pitié.
La chapelle Notre-Dame-de-Pitié est située sur le territoire de la commune de Lugny. Construite un peu à l’écart sur une petite butte (superficie : 0,70 are), elle domine les maisons et le vignoble de Fissy, en harmonie avec le site et le bâti de ce hameau.
Bien que partiellement rebâtie – et agrandie – en 1823 d'après des plans dressés par l'architecte Roch fils de Mâcon, cette chapelle a gardé le plan, une partie des murs et l’esprit du volume roman primitif : « La chapelle, telle qu'elle apparaît de la route sur son éminence rocheuse, est une construction du milieu du 19e siècle, très apparentée à l'église de Lugny, où se reconnaît la main, probablement, du même architecte. Vue de près, elle montre un plan bien orienté assez proche de celui de la chapelle Saint-Laurent de Tournus et, vers l'abside à chevet plat, des maçonneries anciennes et des interventions anciennes (fin du Gothique). L'édifice actuel, à l'exception du clocher reconstruit, pourrait être seulement l'actualisation d'une petite église romane dont elle garde l'orientation et à peu près le volume. » a écrit Michel Bouillot.

## Histoire

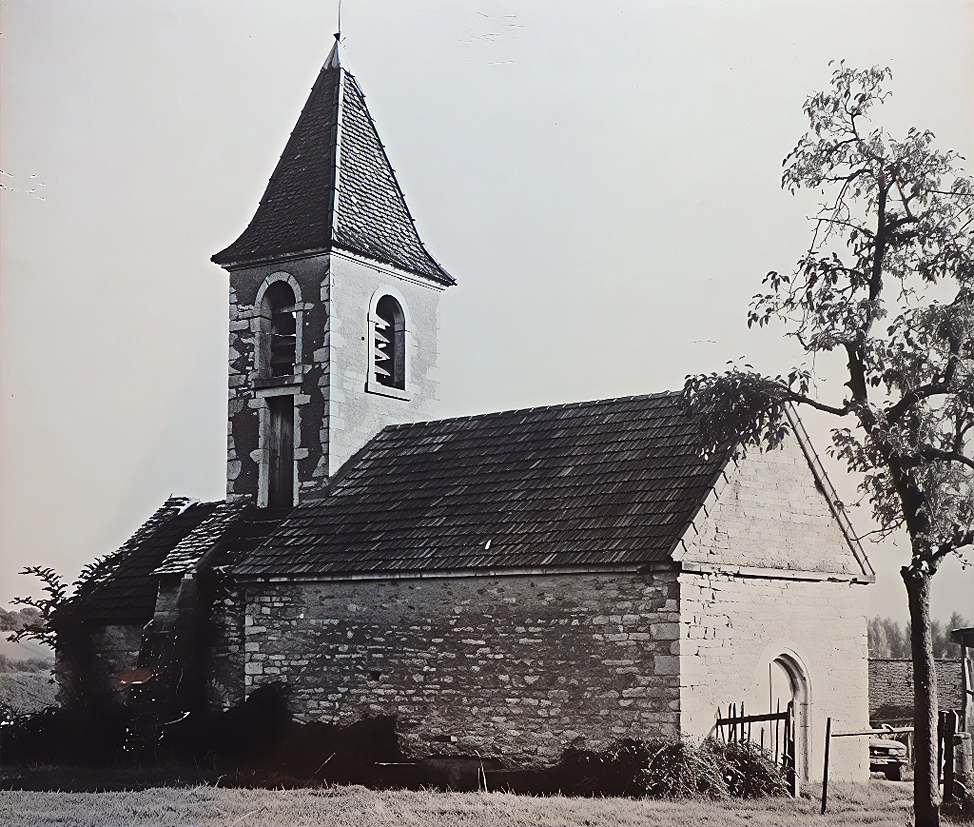
La chapelle de Fissy au début des années 70.

L'édifice est cité dès le début du XIIe siècle, dans une bulle du pape Calixte II de 1119, en tant qu’église dépendant de l’abbaye Saint-Philibert de Tournus.
En 1675, la chapelle, qui dépendait toujours de l'abbaye de Tournus, fut inspectée par l’archiprêtre de Vérizet, lors de sa visite de la paroisse de Lugny : « Le lendemain, 25e mai année 1675, nous nous sommes transportés dans la paroisse de Lugny où nous étant adressés à Messire Ferréol Thévenet, prêtre et curé du dit lieu, nous avons procédé à la visite de l’église paroissiale ainsi que s’ensuit. [...] Le même jour, nous avons passé dans le village de Fissy, hameau de Lugny, où nous avons trouvé une chapelle dans laquelle il se dit quelques fois des messes de dévotion ; à laquelle chapelle est annexée une petite dîme que les habitants nous ont dit valoir sept ou huit [illisible] de vin et deux ânées de blé appartenant [à] MM. les chanoines de Tournus qui n’y font néanmoins [aucune] réparation [et] la laissent dans un très pitoyable état. Les habitants nous ont pourtant fait voir une chasuble de ligature, un missel, une bourse garnie de voiles, corporal, purificatoire […] ; il y a aussi une pierre sacrée, le tout gardé par un particulier dans une maison. »
Douze ans plus tard, en 1687, cette dîme dite du cellérier de Tournus fut cédée par les religieux au curé du lieu « pour se décharger de contribuer à la portion congrue demandée à ces messieurs par le sieur curé de Lugny » ; l’abbaye se sépara définitivement de l’édifice, qui dépendit dès lors de la paroisse de Lugny.

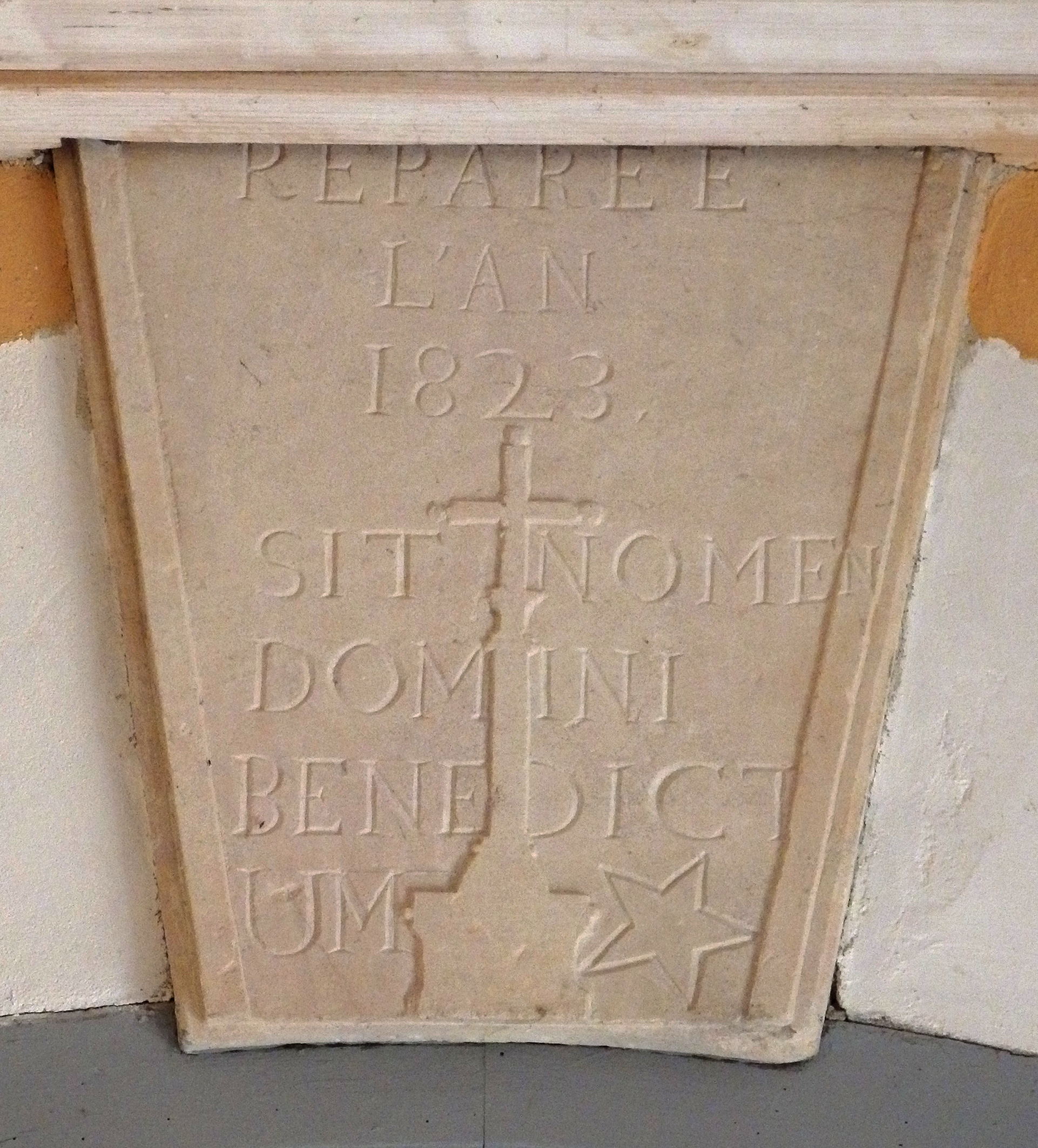
Au sommet de la voûte séparant le chœur de la nef, une pierre rappelle la réparation de 1823.

Devenue « bien national », la chapelle finit par être désaffectée, et des objets du culte qu’elle renfermait furent vendus nationalement le 19 frimaire an III (ces objets se composaient d' « un mauvais tapis vert, une mauvaise chasuble noire, deux morceaux de drap et camelot et deux morceaux de soye » qui furent adjugés a plusieurs habitants pour 60 livres et 5 sous). Le reste de son mobilier, estimé à trente-deux francs, fut vendu quatre ans plus tard.

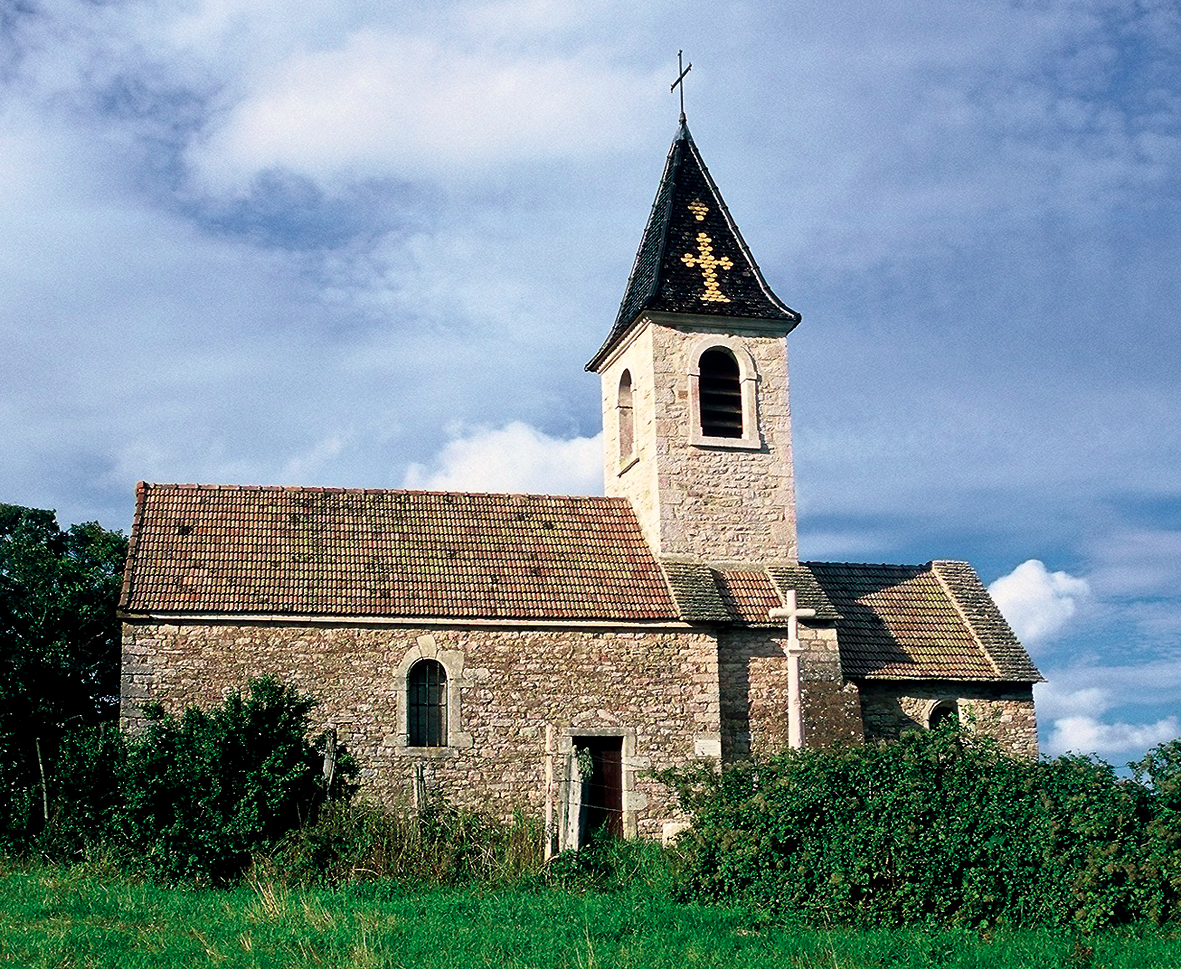
Une chapelle couverte de tuiles mécaniques : Notre-Dame-de-Pitié avant sa restauration (2004).

Au début du XIXe siècle, la chapelle « [était] depuis longtemps dans un état de dépérissement qui [avait] fait cesser la célébration du culte religieux ». Les habitants de Fissy manifestèrent cependant le désir de la voir rétablir et, par délibération de novembre 1822, le conseil municipal de Lugny – déjà engagé dans des projets visant à restaurer l'église paroissiale – s'exprima dans le sens de la réalisation de plans et de devis. La remise en état de l'édifice, placée sous la direction de l'architecte Roch fils de Mâcon, intervint en 1823, l'abbé Étienne Bouillard étant curé de Lugny. Celle-ci donna lieu à une reconstruction et à un agrandissement de la nef, à un réaménagement du chœur et à l'édification d'un clocher qui fut bâti à la verticale du chœur (qui fut renforcé de deux contreforts).
À la mi-février 1906, trois mois après la promulgation de la loi du 9 décembre 1905 concernant la séparation des Églises et de l’État, l'inventaire des biens « dépendant de la fabrique paroissiale de Lugny »  fut dressé par le receveur des domaines en fonction à Lugny, chef-lieu de canton, et, à ce titre, l'ensemble du mobilier se trouvant à l'intérieur de l'édifice fut recensé et estimé (232 francs), l'abbé Jacques Dufêtre étant curé de Lugny.
En août 1974, la chapelle fut, pour la dernière fois de son histoire, le lieu d’une cérémonie religieuse, des funérailles en l’occurrence. S’ensuivit alors une période d’oubli : la chapelle, que la commune fit vider d'une partie de son mobilier, fut « désaffectée ». Un « oubli » qui ne prit fin que trente ans plus tard, avec la première participation de Lugny aux Journées européennes du patrimoine.

## Restauration

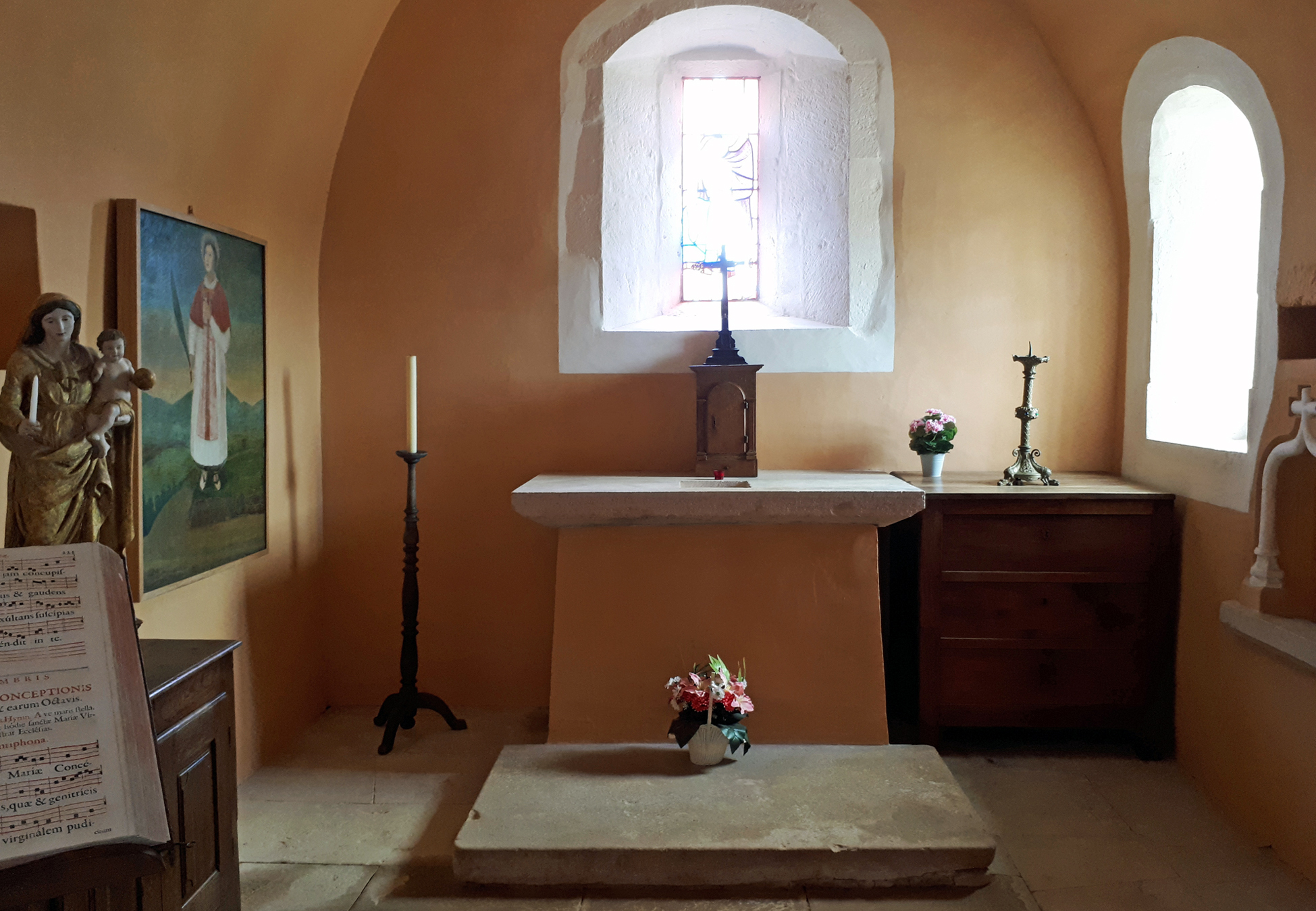
Le chœur tel qu'on peut le découvrir depuis la restauration de la chapelle (2009-2013).

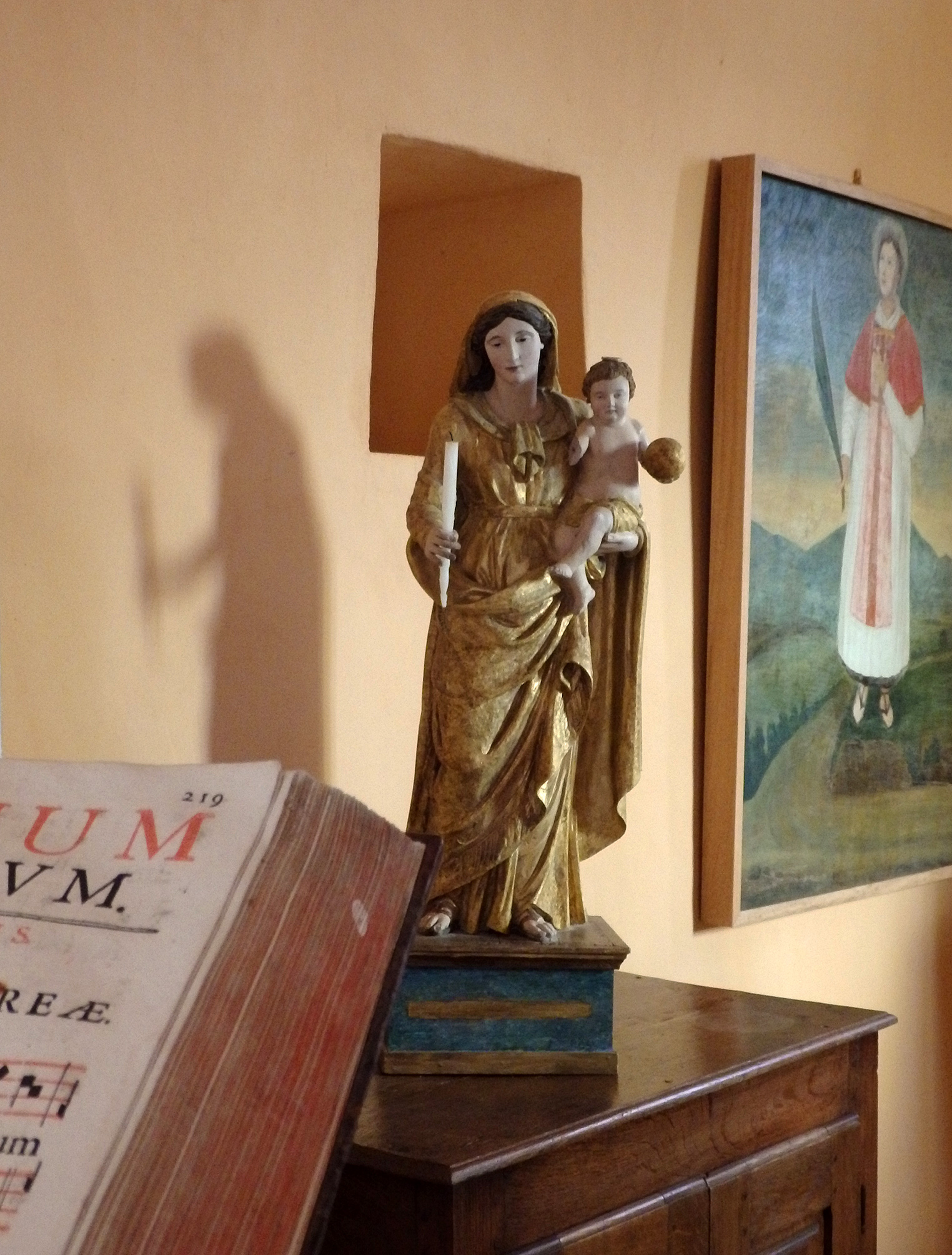
La Vierge à l'Enfant (bois doré, début du XIXe siècle) exposée dans le chœur.

Réalisée sous l'égide de la Fondation du Patrimoine, sa restauration, décidée par la commune et soutenue par l'association Lugny Patrimoine, a duré quatre ans, s'étalant de 2009 à 2013 (trois tranches successives de travaux).
Les principales interventions effectuées, moyennant une dépense totale s'élevant à 64094,53 euros TTC, ont été les suivantes : 
- le drainage de l'édifice (hiver 2009-2010) ;
- la restauration à l'identique du plafond « à compartiments » de la nef (2010) :
- la remise en état de la grille fermant le chœur (2010) ;
- le percement de la baie surplombant l'autel, murée en 1823 (juillet 2011) ;
- la réfection de la totalité des enduits intérieurs (2012) ;
- la confection et la pose de trois vitraux (2012) ;
- la réinstallation (après restauration) des éléments les plus précieux du mobilier ;
- des reprises sur la charpente et le remplacement des tuiles mécaniques par des tuiles plates (2012) ;
- des reprises de maçonnerie sur la façade occidentale.

Le 5 octobre 2013, la chapelle de Fissy – la seule à subsister des six chapelles dont Lugny disposait à la fin du Moyen Age – était inaugurée, en présence d'une bonne centaine de personnes qui, massées à l’intérieur d’une nef trop petite pour les « contenir » toutes, ont assisté à une cérémonie qui était conjointement organisée par la commune de Lugny, l’association Lugny Patrimoine et la paroisse Notre-Dame-des-Coteaux en Mâconnais pour mettre un terme à une aventure débutée au cœur de l’hiver 2009-2010 et célébrer la « renaissance » de l'édifice.

## Description

### Extérieur

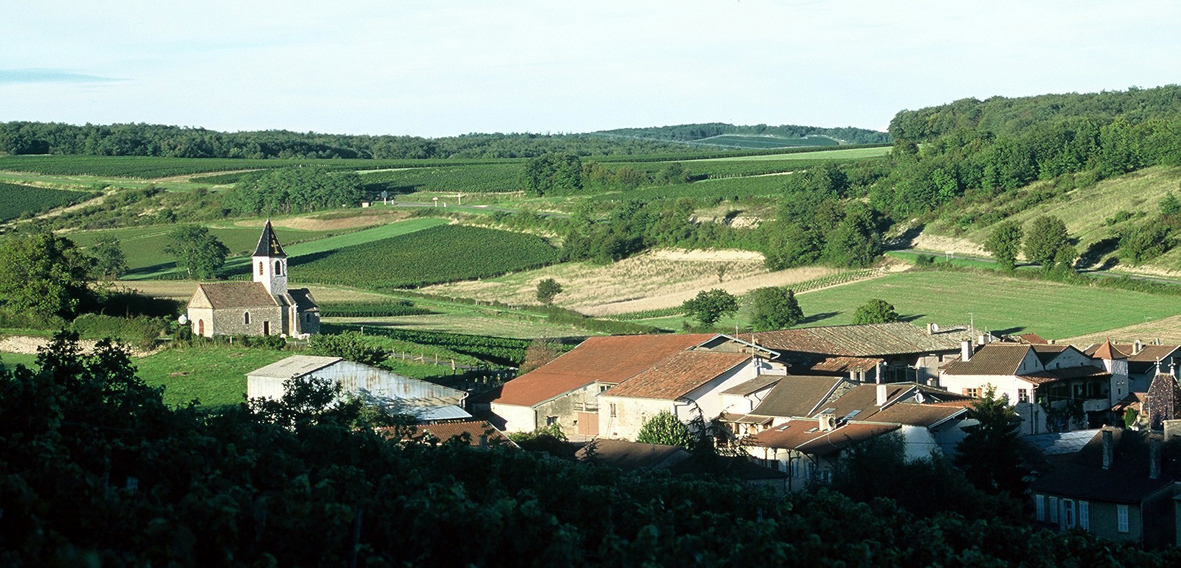
Vue partielle du hameau de Fissy, depuis le bois communal de Charvanson.

L’entrée de la chapelle est caractérisée par un arc en plein cintre mouluré dont les bases, finement travaillées et typiques de la fin du Gothique et de la Renaissance, indiquent que l’ensemble a vraisemblablement été sculpté à la fin du XVe siècle ou au début du siècle suivant.
À la base du mur du chevet apparaissent plusieurs pierres plates posées inclinées sur la tranche. Utilisé avant l’an mil, cet appareil – dit « opus spicatum » ou « en arêtes de poisson » – atteste de l’ancienneté de l’édifice, dont la partie la plus ancienne est le chevet, contemporain de l'époque romane.
Coiffé de tuiles vernissées avec croix de tuiles dorées sur fond noir-violet, le clocher, construit en 1823 pour remplacer un « campanier », est accessible par un escalier extérieur.
Aux abords de l'édifice, faisant face aux maisons du hameau, se dresse une croix en pierre, qui a été rétablie à l'automne 2003 (par la réfection de la croix sommitale, sculptée dans un bloc de pierre de Farges).

### Intérieur
À l'intérieur, la clef de la voûte séparant la nef du chœur – sur laquelle ont été gravées la date 1823 et l’inscription latine Sit nomen domini benedictum signifiant « Que soit béni le nom du Seigneur » – rappelle la réparation dont l’édifice fut l’objet au début des années 1820.

### Cloche
Le clocher renferme une cloche, sur laquelle figure une inscription indiquant qu’elle a été fondue en 1871 par « Burdin aîné, fondeur à Lyon », Jacques Brun (1814-1880) et Joseph-Adolphe Meunier (chevalier de la Légion d'honneur, mort en 1876) étant respectivement curé-archiprêtre et maire de Lugny (elle eut pour parrain et marraine : Claude Legrand-Rivet et Claudine Jacob, « femme Bouilloud »).

## Vitraux

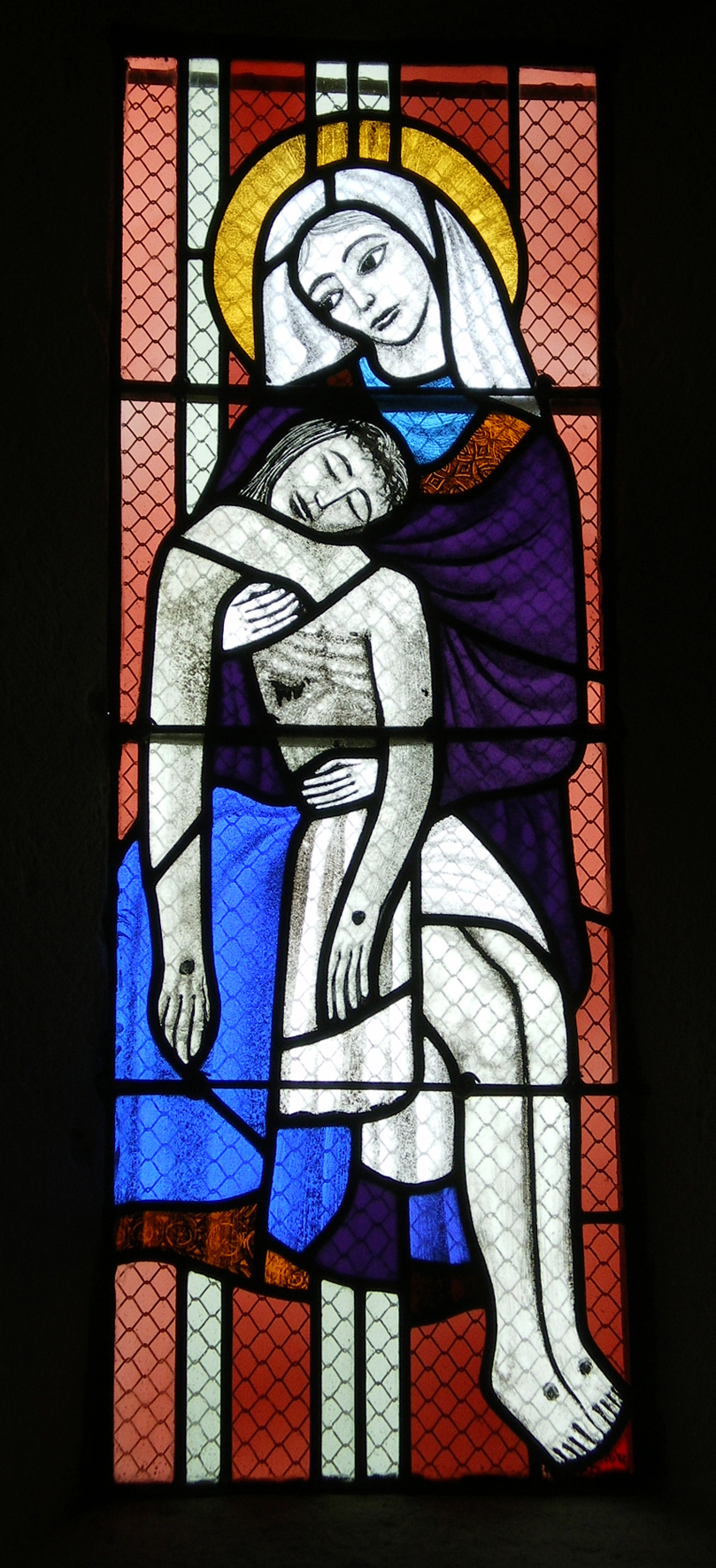
Le vitrail ornant depuis mai 2012 la baie romane surplombant l'autel.

À la verticale de l'autel (sur lequel repose un tabernacle en bois), une belle baie voûtée très ébrasée, « retrouvée » à l'occasion des travaux de restauration de l'édifice, éclaire le chœur ; elle est ornée depuis le 29 mai 2012 d'un vitrail contemporain en rapport avec le vocable sous lequel est placé l'édifice (Notre-Dame-de-Pitié) : une pietà (autrement dit la Vierge Marie étreignant son fils mort, descendu de la Croix), œuvre du maître verrier Paul Duckert.
Fin 2012, l’artiste – formé à Taizé – avait bien voulu « expliquer » son travail, disant en quoi avait consisté sa « réflexion » et livrant les « clefs de lecture » permettant de savoir comment il convient de « comprendre » ses vitraux : « Dans le vitrail axial de la chapelle, les attitudes du Christ et de la Vierge sont dictées par la forme de la fenêtre, laquelle est étroite. Il convenait d’étirer la composition vers le haut afin que le sujet apparaisse clairement. J’ai choisi pour la Vierge un manteau violet, couleur de la douleur et de la souffrance dans la liturgie. Le christ est blanc pour s’imposer comme sujet principal. Le fond de ce vitrail est composé de lignes verticales qui s’intègrent à la verticalité de la baie et qui s’harmonisent avec la composition des deux autres vitraux. Ainsi existe-t-il une unité de composition entre les trois vitraux. Ceux de la façade sud, lignes verticales avec alternance de bandes colorées, apportent lumière, sobriété et élévation au sens spirituel du terme. Celui situé dans le chœur, avec des verticales jaunes, apporte une lumière plus intense ; dans la nef, le rouge atténue la luminosité pour définir un espace plus méditatif. Ces vitraux ont été réalisés selon la technique traditionnelle, qui remonte au XIe siècle (et est peut-être plus ancienne). Le verre utilisé est un verre soufflé à la bouche, serti au plomb et soudé à l’étain. Seul l’outil destiné à couper le verre a changé. Le plus important est d’apporter aux fidèles et aux divers visiteurs un sentiment de spiritualité, soit par les couleurs utilisées, soit par le thème choisi. »

## Mobilier
Deux tableaux décorent le chœur, l'un du XIXe siècle représentant saint Étienne, martyr, et l'autre une Vierge à l'Enfant (peut-être du XVIIIe siècle). Un troisième est visible dans la nef : un Christ en Croix datant du milieu du XIXe siècle.
À remarquer également : une petite niche de pierre (piscine liturgique) typiquement gothique avec son bel arc en accolade, qui paraît avoir été sculptée à la fin du XVe siècle.

## Visite
Depuis 2014, à l'initiative de l'association Lugny Patrimoine, la chapelle de Fissy est ouverte chaque week-end de Pâques à la Toussaint, de 10 heures à 18 heures (plusieurs notices explicatives y sont mises à la disposition des visiteurs).
Tous les ans depuis 2007 (exception faite en 2020), elle se visite à l'occasion des Journées européennes du patrimoine (organisation de visites commentées proposées par l'association Lugny Patrimoine).
En tant qu'ancienne propriété des moines (puis chanoines) de Tournus, elle a participé le 9 août 2019 aux festivités du millénaire de l'abbatiale Saint-Philibert de Tournus.
En 2020, ainsi que 126 autres lieux répartis sur le territoire du Pôle d'équilibre territorial et rural (PETR) Mâconnais Sud Bourgogne, la chapelle a intégré « Les Chemins du roman en Mâconnais Sud Bourgogne » et bénéficié de la pose d'une signalétique spécifique.

## Culte

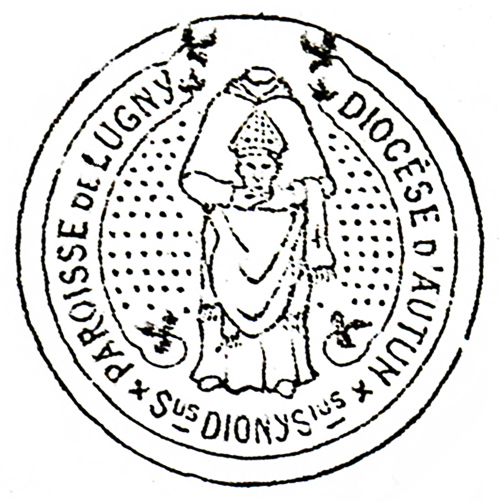

Édifice consacré du diocèse d'Autun relevant de la paroisse Notre-Dame-des-Coteaux-en-Mâconnais (paroisse qui a son siège à Lugny et qui en est affectataire au titre de la loi de séparation des Églises et de l'État de 1905), la chapelle de Fissy – qui n'a jamais été « décultualisée » – est redevenue, dans la foulée de sa restauration, un lieu de culte catholique.

## Toponymie
Cette chapelle a été retenue en 2011 pour donner son nom à l'une des rues desservant les maisons du hameau de Fissy : la rue de la Chapelle (conformément aux dispositions de l'arrêté municipal du 28 juillet 2011 dénommant les « voies et places publiques de la commune »).